# Atira (déesse)
Pour les articles homonymes, voir Atira.

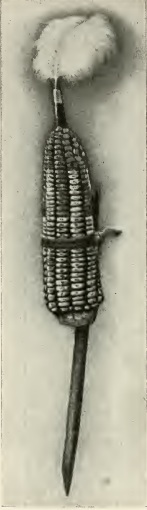
Représentation d'Atira utilisée lors de la cérémonie pawnee du Hako.

Atira est la déesse de la Terre dans la culture amérindienne pawnee.
Elle est la femme de Tirawa, le dieu créateur. Sa représentation terrestre est le maïs. 
Atira est vénérée lors des cérémonies pawnee appelées Hako,.  Elle y est représentée par un épi de maïs peint en bleu (pour représenter le ciel) sur lequel sont fixées des plumes blanches représentant Atira sous forme de nuage.
Sa fille est Uti Hiata, qui enseigna la fabrication des outils et l'agriculture au peuple pawnee.

## Hommage
La déesse Atira est l'une des 1 038 femmes dont le nom figure sur l'œuvre contemporaine de Judy Chicago The Dinner Party. Elle y est associée à la « Déesse primordiale », première convive de l'aile I de la table.
L'astéroïde (163693) Atira porte le nom de cette déesse et, par suite, les astéroïdes Atira également.